# Anriette Schoeman
Anriette Schoeman, née le 25 août 1977 à Aliwal North, est une coureuse cycliste sud-africaine. Elle a notamment été médaillée d'or du contre-la-montre par équipes des championnats d'Afrique sur route en 2016.

## Palmarès

### Jeux olympiques
- Athènes 2004
  - 55e de la course en ligne

### Palmarès continental et national
- 1998
  -  Championne d'Afrique du Sud sur route
- 2000
  -  Championne d'Afrique du Sud sur route
- 2001
  -  Championne d'Afrique du Sud sur route
- 2002
  -  Championne d'Afrique du Sud sur route
- 2003
  -  Championne d'Afrique du Sud sur route
- 2004
  -  Championne d'Afrique du Sud sur route
- 2005
  - 2e du championnat d'Afrique du Sud sur route
- 2007
  - 3e du championnat d'Afrique du Sud sur route
- 2008
  - Dome 2 Dome Cycling Spectacular
- 2010
  - 2e du championnat d'Afrique du Sud sur route
- 2016
  -  Championne d'Afrique du Sud sur route
  -  Médaillée d'or du contre-la-montre par équipes des championnats d'Afrique (avec An-Li Kachelhoffer, Samantha Sanders et Lise Olivier)